# BRAVO!Nippon〜雪と氷のファンタジー〜
「BRAVO!Nippon〜雪と氷のファンタジー〜」（ブラボー!ニッポン〜ゆきとこおりのファンタジー〜）は、光GENJIの24枚目のシングル。1994年1月20日（木曜日）にポニーキャニオンから発売された。

## 解説
1994年2月12日から2月27日まで開催された「1994年リレハンメルオリンピック」の日本オリンピック委員会（JOC） による応援キャンペーンソングとして使用。
光GENJI SUPER5として解散前に出演した「ミュージックステーション」や「Bye-Bye for Tomorrow See You Again P/S I LOVE YOU」ではメドレーとしてアレンジされて披露された。

## 記録
売上枚数は公称で10,7万枚、オリコンで週間７位を記録した。

## 収録曲
全曲編曲：小西貴雄
1. BRAVO!Nippon〜雪と氷のファンタジー〜
作詞：平井森太郎　作曲：馬飼野康二
  - 1994年リレハンメルオリンピック応援キャンペーンソング
  - 大沢樹生・諸星和己・赤坂晃出演 ローソン「JOHNNYS WORLD」CMソング
2. 君は世界を夢見て
作詞・作曲：タケカワユキヒデ
3. BRAVO!Nippon〜雪と氷のファンタジー〜（MINUS LEAD VOCAL KARAOKE）
4. 君は世界を夢見て（MINUS LEAD VOCAL KARAOKE）